# Джамия на улица „Милтиадис“
Джамията на улица „Милтиадис“ (на гръцки: Τζαμί επί της οδού Μιλτιάδου) е бивш мюсюлмански храм в южномакедонския град Енидже Вардар (Яница), Гърция.
Джамията е била разположена в рамките на днешния кадастрален район на града 74Α, на улица „Леонидас“. За нея не е известно нищо, като в съвременността е била оцеляла само основата и част от стълба на минарето, които в 1990 година са обявени за паметник на културата като „самостоятелно минаре от разрушена джамия на улица „Милтиадис“ (кадастрален район 74Α) в Яница“ (на гръцки: μεμονωμένος μιναρές κατεστραμμένου τζαμιού στην οδό Μιλτιάδου (Ο.Τ. 74α) στα Γιαννιτσά). Към началото на XXI век останките от минарето не съществуват.